# يوروكوبتر إي سي 120 كوليبري
يوروكوبتر إي سي 120 كوليبري (بالإنجليزية: Eurocopter EC120 Colibri)‏ (الآن: مروحية ايرباص إي سي 120 كوليبري ) (بالإنجليزية: Airbus Helicopters EC120 Colibri)‏، أو «الطائر الطنان» (بالإنجليزية: hummingbird)‏، هي مروحية خفيفة، بسعة خمسة مقاعد، وذات محرك واحد. صممت وطورت بشكل مشترك قبل شركة يوروكوبتر، وشركة الصين الوطنية لاستيراد وتصدير التكنولوجيا الجوية (CATIC)، مجموعة هاربين لصناعة الطائرات المحدودة (HAIG) وسنغافورة لتكنولوجيا الفضاء المحدودة (STAero) في مرافق يوروكوبتر الفرنسية في ماريينان، ويتم تجميع (EC120B) بواسطة يوروكوبتر في كل من فرنسا وأستراليا.
في الصين، تنتج الطائرة من قبل شركة هاربين لصناعة الطائرات (HAMC) تحت أسم (HC120). وفي عام 2004، بدأت شركة هاربين التصنيع المحلي لـ (HC120) في خط التجميع في مدينة هاربين في شمال الصين. في السوق الصينية، فإن كلا من جيش التحرير الشعبي الصيني وقوات متعددة من الشرطة المحلية قاموا بشراء طائرات هليكوبتر إتش سي120.

## التطوير

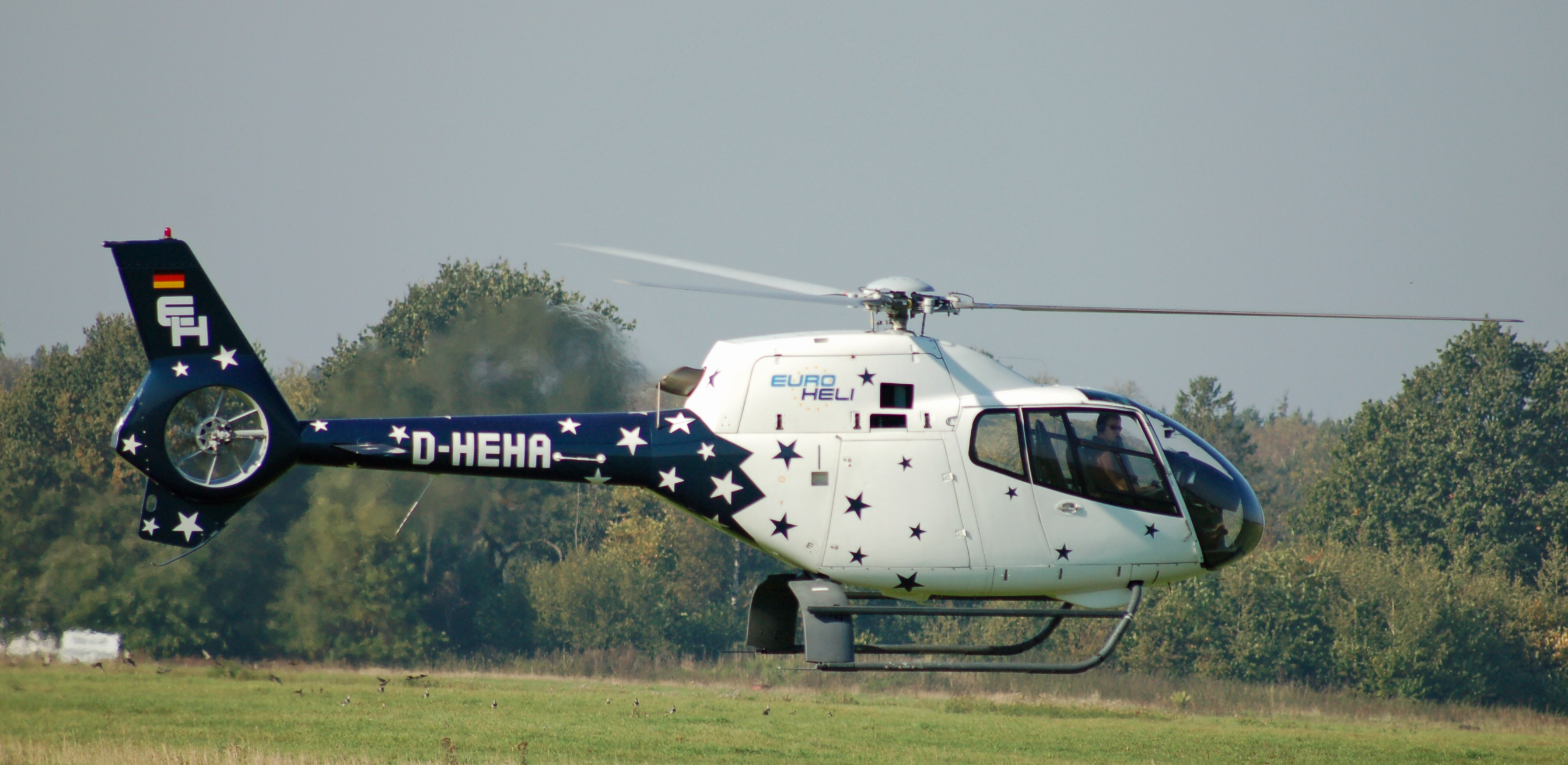
An EC120 hovering, 2010

## التصميم

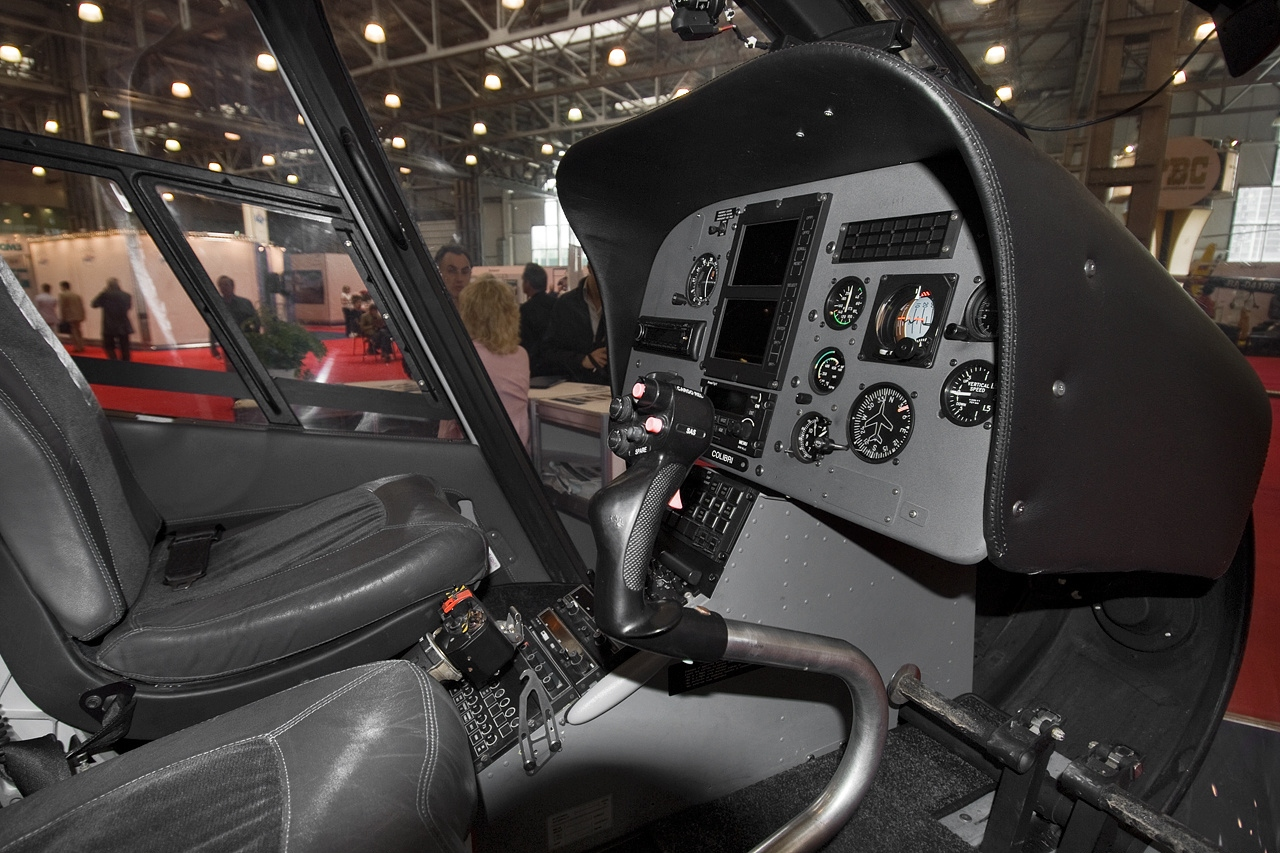
Cockpit of an EC120 B Colibri

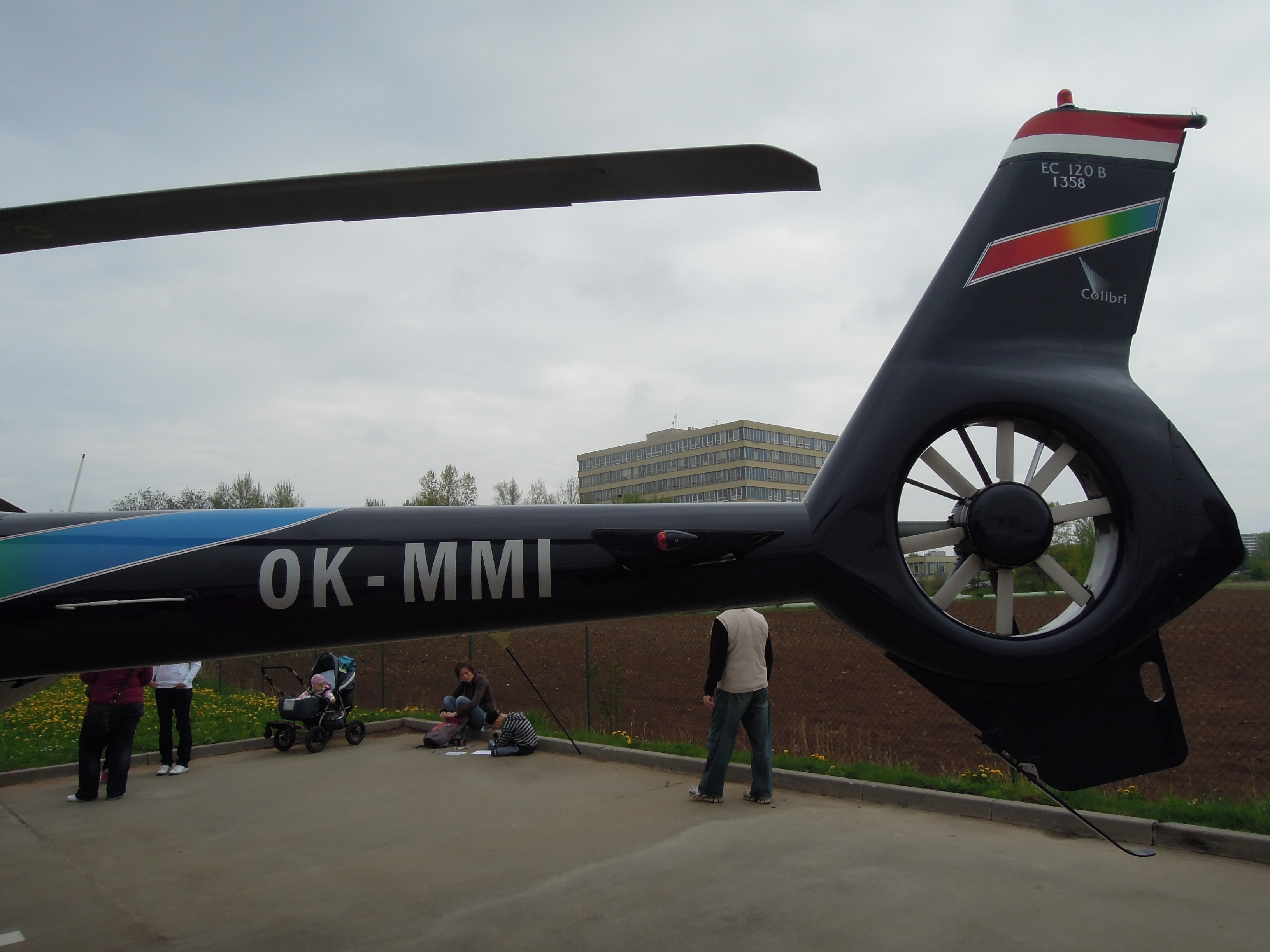
View of the EC120B's tailboom and fenestron anti-torque tail fan

## التاريخ التشغيلي

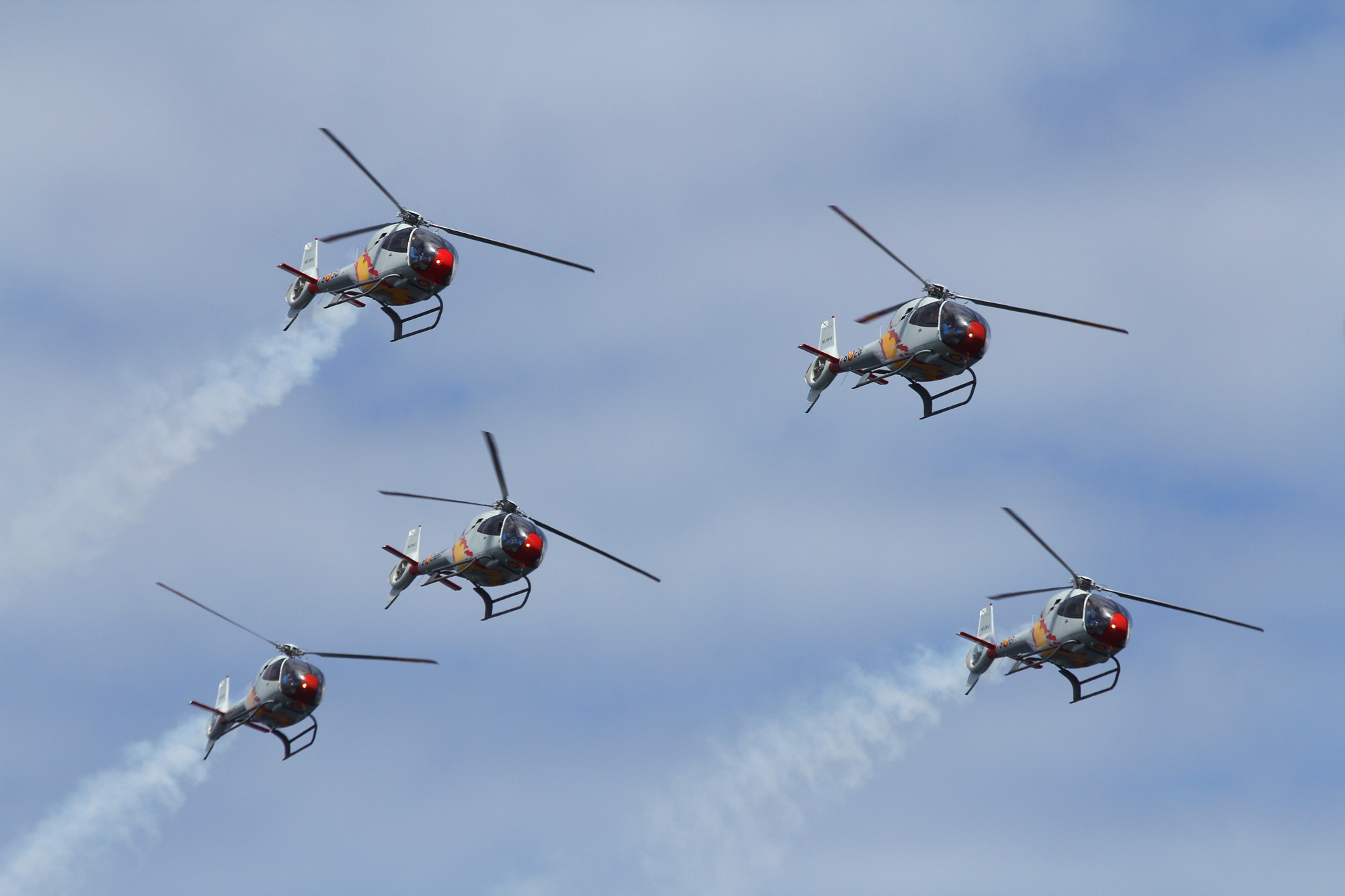
Five EC120s in formation flight

## المتغيرات والاصدارات
- EC120B Colibri: التسمية القياسية (كان المسمى الأصلي خلال تطوير "P-120")
- HC120: الإصدار البديل الذي تصنعة الصين من EC120

## المشغلين

### تشغيل مدني

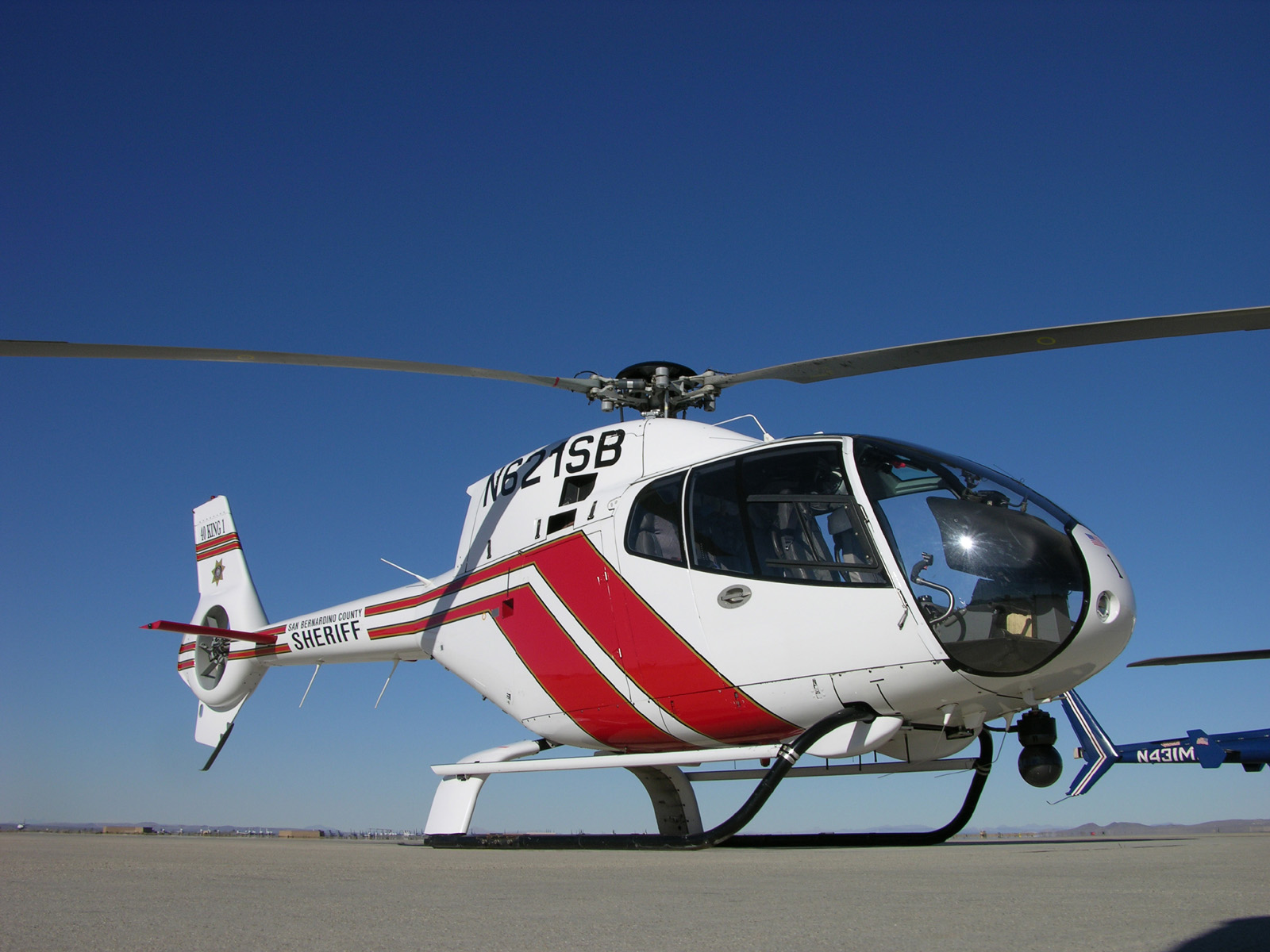
An EC120B of the San Bernardino County Sheriff's Department

يتم استخدام إي سي 120 من قبل كل من الأفراد والشركات الخاصة، والطيران الخاصة ومؤسسات التدريب فضلا عن سلطات إنفاذ القانون والاستخدامات الحكومية.
 أستراليا
- Westpac Life Saver Rescue Helicopter Service[7]

 البرازيل
- الشرطة الفيدرالية للطرق السريعة[8]

 كندا
- شرطة كالغاري[9]
- شرطة الخيالة الكندية الملكية[10]
- شرطة ادمونتون[11]
- York Regional Police[10]
- Winnipeg Police Service[12]

 ألمانيا
- الشرطة الاتحادية[13]

 ليتوانيا
- State Border Guard[14]

 إسبانيا
- فيلق الشرطة الوطنية[15]

 الولايات المتحدة
- San Jose Police Department[16]

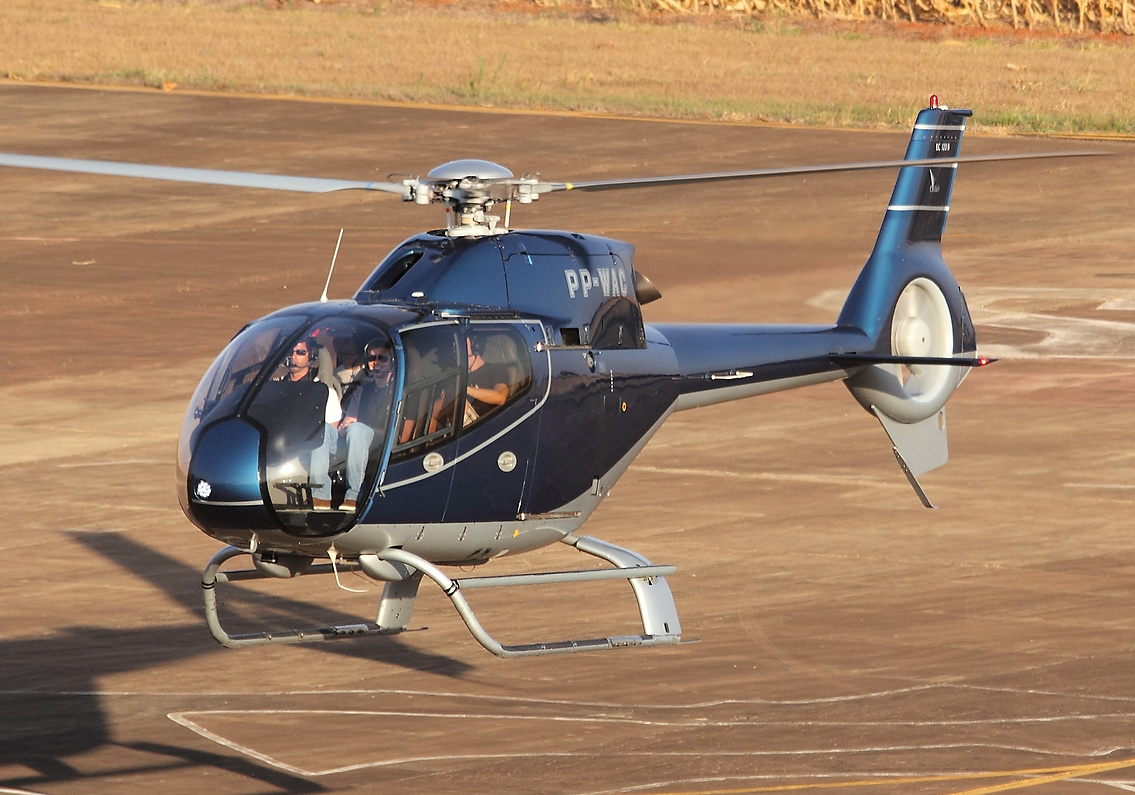
An EC120 hover taxis at Barretos Airport

- Santa Clara County Sheriff's Office[17]
- Baltimore Police Department[18]
- Austin Police Department[19]
- Albuquerque Police Department[20]
- Sacramento County Sheriff's Department[21]

### تشغيل عسكري

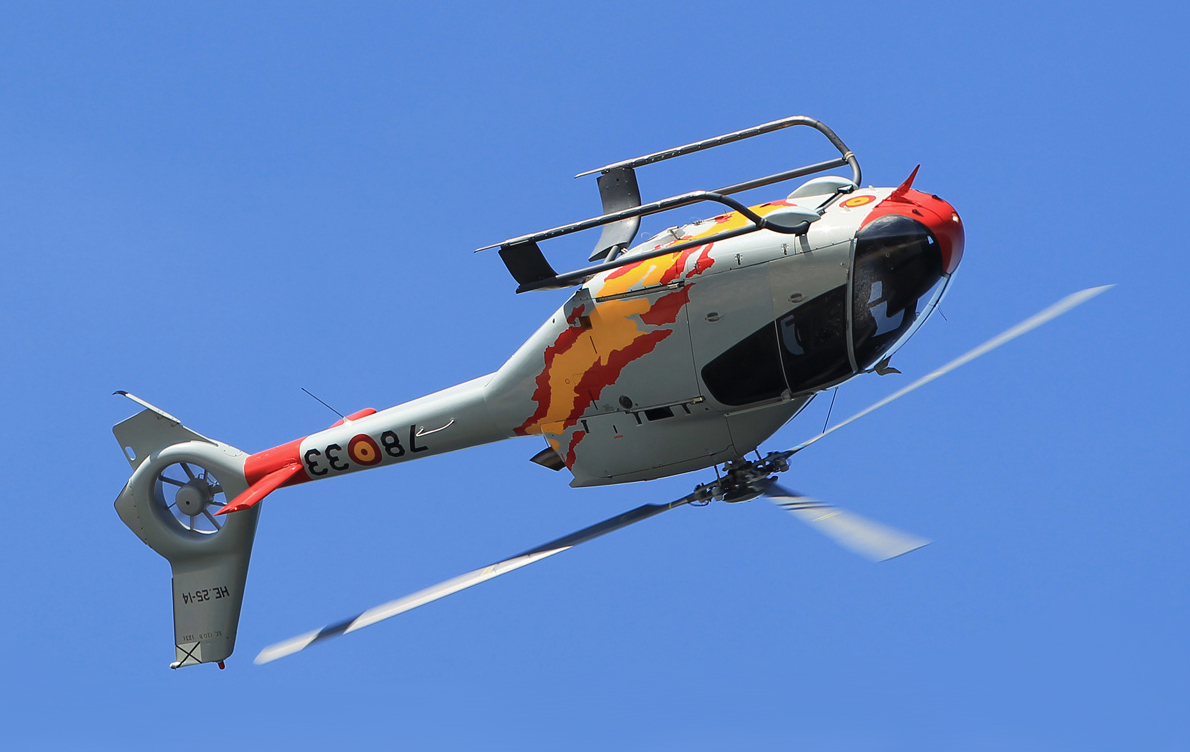
A Spanish Air Force Colibri demonstrates its agility with a barrel roll

الصين
- سلاح جو جيش التحرير الشعبي[22]

 فرنسا
- Hélidax (Army Aviation Training)[23]

 إندونيسيا
- القوات الجوية الإندونيسية[22]
- القوات البحرية الإندونيسية[22]

 ماليزيا
- سلاح الجو الملكي الماليزي[24][25]

 سنغافورة
- القوات الجوية السنغافورية[22]

 إسبانيا
- القوات الجوية الإسبانية[22]

## مواصفات (EC120 B)
البيانات من Eurocopter EC120 B 2008 Tech Data book
الخصائص العامة
- الطاقم: 1 أو 2 طيار
- السعة: 4 ركاب
- الطول: 9.6 متر (31 قدم 5 بوصة)
- قطر الدوار: 10.0 متر (32 قدم 8 بوصة)
- الارتفاع: 3.4 متر (11 قدم 2 بوصة)
- الوزن فارغة: 991 كغم (2,185 رطل)
- الحمولة المسموح بها: 724 كغم (1,596 رطل)
- وزن الإقلاع الأقصى: 1,715 كغم (3,781 رطل)
- محرك الطائرة: 1 × توربوميكا Arrius 2F محرك عمود دوران توربيني, 376 كيلو واط (504 حصان)

الأداء
- لا تتجاوز سرعة: 278 كم / ساعة (150 عقدة، 172 ميل في الساعة)
- سرعة العبور: 223 كم / ساعة (120 عقدة، 138 ميل في الساعة)
- مدى (طائرة): 710 كم (383 ميل بحري، 440 ميل)
- سقف الخدمة: 5,182 متر (17,000 قدم)
- معدل الصعود: 5.84 م / ث (1,150 قدم / دقيقة)

## وصلات خارجية
- Official Eurocopter EC120 B Website
- EC120 webpage on American Eurocopter website
- UK-CAA & JAA Type Certificate Data Sheet
- Harbin Aviation Industries producer of the HC120
- EC120 productionlist details about and productionlist of the EC120 and HC120